# Finestres (Viacamp i Lliterà)
Finestres és un despoblat que pertany al municipi de Viacamp i Lliterà (Ribagorça) situat a 511 m d'altitud, al vessant meridional de la serra de Savinós. L'església parroquial depenia de l’arxiprestat d'Àger. Al s XIX formava un municipi; fins al 1965 formà part del de Fet. Prop del poble, a tocar del pantà de Canelles hi ha les Roques de la Vila, anomenades popularment 'Muralla Xinesa de Finestres', espectaculars crestes rocalloses.

## Patrimoni arquitectònic
- Ermita de Sant Vicenç de Finestres.[3]
- Castell del Vilot de Finestres.[4]
- Casa del Senyor. Casa forta[5]
- Ermita de Sant Marc de Finestres.[6]
- Església de Santa Maria.[7]